# Компьютеры пятого поколения
Компью́теры пя́того поколе́ния (яп. 第五世代コンピュータ) — в соответствии с идеологией развития компьютерных технологий, после четвёртого поколения, построенного на сверхбольших интегральных схемах, ожидалось создание следующего поколения, ориентированного на распределённые вычисления, одновременно считалось, что пятое поколение станет базой для создания устройств, способных к имитации мышления.
Широкомасштабная правительственная программа в Японии по развитию компьютерной индустрии и искусственного интеллекта была предпринята в 1980-е годы. Целью программы было создание «эпохального компьютера» с производительностью суперкомпьютера и мощными функциями искусственного интеллекта. Начало разработок — 1982, конец разработок — 1992, стоимость разработок — 57 млрд ¥ (порядка 500 млн $). Программа закончилась провалом, так как не опиралась на чёткие научные методики, более того, даже её промежуточные цели оказались недостижимы в технологическом плане.
В настоящий момент термин «пятое поколение» является неопределённым и применяется во многих смыслах, например, при описании систем облачных вычислений.

## Определение термина
В соответствии с общепринятой методикой оценки развития вычислительной техники первым поколением считались ламповые компьютеры, вторым — транзисторные, третьим — компьютеры на интегральных схемах, а четвёртым — с использованием микропроцессоров. В то время как предыдущие поколения совершенствовались за счёт увеличения количества элементов на единицу площади (миниатюризации), компьютеры пятого поколения должны были стать следующим шагом, и для достижения сверхпроизводительности — осуществлять взаимодействие неограниченного набора микропроцессоров.

## Японский проект компьютера пятого поколения
К моменту начала проекта Япония не являлась ведущим разработчиком и поставщиком решений в области компьютерных технологий, хотя уже достигла большого успеха в реализации широкого спектра средств вычислительной техники, в том числе и на основе собственных уникальных разработок. Министерство международной торговли и промышленности Японии (MITI) решило форсировать прорыв Японии в лидеры, и с конца 70-х годов инициировало выработку прогнозов о будущем компьютерных технологий. Эта работа была поручена Японскому центру развития обработки информации (JIPDEC), который должен был указать несколько наиболее перспективных направлений для будущих разработок, а в 1979 был предложен трёхлетний контракт для более глубоких исследований, подключая промышленные и академические организации. К этому времени ими начал использоваться термин «компьютеры пятого поколения», так как он уже давно и широко обсуждался международным экспертным сообществом.
Использование этого термина должно было подчеркнуть, что Япония планирует совершить новый качественный скачок в развитии вычислительной техники.
Главные направления исследований были следующими:
- Технологии логических заключений (inference) для обработки знаний.
- Технологии для работы со сверхбольшими базами данных и базами знаний.
- Рабочие станции с высокой производительностью.
- Компьютерные технологии с распределёнными функциями.
- Суперкомпьютеры для научных вычислений.

Речь шла о компьютере с параллельными процессорами, работающим с данными, хранящимися в обширной базе данных, а не в файловой системе. При этом, доступ к данным должен был осуществляться с помощью языка логического программирования. Предполагалось, что прототип машины будет обладать производительностью между 100 млн и 1 млрд LIPS, где LIPS — это логическое заключение в секунду. К тому времени типовые рабочие станции были способны на производительность около 100 тысяч LIPS.
Ход разработок представлялся так, что компьютерный интеллект, набирая мощность, начинает изменять сам себя, и целью было создать такую компьютерную среду, которая сама начнёт производить следующую, причём принципы, на которых будет построен окончательный компьютер, были заранее неизвестны, эти принципы предстояло выработать в процессе эксплуатации начальных компьютеров.
Далее, для резкого увеличения производительности, предлагалось постепенно заменять программные решения аппаратными, поэтому не делалось резкого разделения между задачами для программной и аппаратной базы.
Ожидалось добиться существенного прорыва в области решения прикладных задач искусственного интеллекта. В частности, должны были быть решены следующие задачи:
- печатная машинка, работающая под диктовку, которая сразу устранила бы проблему ввода иероглифического текста, которая в то время стояла в Японии очень остро
- автоматический портативный переводчик с языка на язык (разумеется, непосредственно с голоса), который сразу бы устранил языковой барьер японских предпринимателей на международной арене
- автоматическое реферирование статей, поиск смысла и категоризация
- другие задачи распознавания образов — поиск характерных признаков, дешифровка, анализ дефектов и т. п.

От суперкомпьютеров ожидалось эффективное решение задач массивного моделирования, в первую очередь в аэро- и гидродинамике.
Эту программу предполагалось реализовать за 11 лет, три года для начальных исследований и разработок, четыре года для построения отдельных подсистем и последние четыре года для завершения всей прототипной системы. В 1982 правительство Японии решило дополнительно поддержать проект и основало Институт компьютерной технологии нового поколения (ICOT), объединив для этого инвестиции различных японских компьютерных фирм.

## Международный резонанс
Вера в будущее параллельных вычислений была в то время настолько глубокой, что проект «компьютеров пятого поколения» был принят в компьютерном мире очень серьёзно. После того, как Япония в 1970-е годы заняла передовые позиции в бытовой электронике и в 1980-е стала выходить в лидеры в автомобильной промышленности, японцы приобрели репутацию непобедимых. Проекты в области параллельной обработки данных тут же начали разрабатывать в США — в Корпорации по микроэлектронике и компьютерной технологии (MCC), в Великобритании — в фирме Олви (Alvey), и в Европе в рамках Европейской стратегической программы исследований в области информационных технологий (ESPRIT).

### Параллельный суперкомпьютер МАРС в СССР
В СССР также начались исследования параллельных архитектур программирования, для этого в 1985 году было создано ВНТК СТАРТ, которому за три года удалось создать процессор «Кронос» и прототипный мультипроцессорный компьютер МАРС.
В отличие от японцев, задачи интеграции огромного числа процессоров и реализации распределённых баз знаний на базе языков типа Пролог не ставилось, речь шла об архитектуре, поддерживающей язык высокого уровня типа Модула-2 и параллельные вычисления. Поэтому проект нельзя назвать пятым поколением в японской терминологии.
В 1988 проект был успешно завершён, но не был востребован и не получил продолжения по причине перестройки и невыгодной для отечественной компьютерной индустрии рыночной ситуации. Успех заключался в частичной реализации прототипной архитектуры (в основном, аппаратных средств), однако подобного японскому «большого скачка» в области программирования, баз данных и искусственного интеллекта в рамках этого проекта даже не планировалось.

## Трудности реализации
Последующие десять лет проект «компьютеров пятого поколения» стал испытывать ряд трудностей разного типа.
Первая проблема заключалась в том, что язык Пролог, выбранный за основу проекта, не поддерживал параллельных вычислений, и пришлось разрабатывать собственный язык, способный работать в мультипроцессорной среде. Это оказалось трудным — было предложено несколько языков, каждый из которых обладал собственными ограничениями.
Другая проблема возникла с производительностью процессоров. Оказалось, что технологии 80-х годов быстро перескочили те барьеры, которые перед началом проекта считались «очевидными» и непреодолимыми. А запараллеливание многих процессоров не вызывало ожидаемого резкого скачка производительности (см. закон Амдала). Получилось так, что рабочие станции, созданные в рамках проекта, успешно достигли и даже превзошли требуемые мощности, но к этому времени появились коммерческие компьютеры, которые были ещё мощнее.
Помимо этого, проект «Компьютеры пятого поколения» оказался ошибочным с точки зрения технологии производства программного обеспечения. Ещё до начала разработки этого проекта фирма Xerox разработала экспериментальный графический интерфейс (GUI). А позднее появился Интернет, и возникла новая концепция распределения и хранения данных, при этом поисковые машины привели к новому качеству хранения и доступа разнородной информации. Надежды на развитие логического программирования, питавшиеся в проекте «Компьютеры пятого поколения», оказались иллюзорными, преимущественно по причине ограниченности ресурсов и ненадёжности технологий.
Идея саморазвития системы, по которой система сама должна менять свои внутренние правила и параметры, оказалась непродуктивной — система, переходя через определённую точку, скатывалась в состояние потери надёжности и утраты цельности, резко «глупела» и становилась неадекватной.
Идея широкомасштабной замены программных средств аппаратными оказалась несвоевременной, в дальнейшем развитие компьютерной индустрии пошло по противоположному пути, совершенствуя программные средства при более простых, но стандартных аппаратных. Проект был ограничен категориями мышления 1970-х годов и не смог провести чёткого разграничения функций программной и аппаратной части компьютеров.

## Оценка проекта
С любых точек зрения проект можно считать абсолютным провалом. За десять лет на разработки было истрачено более 50 млрд ¥, и программа завершилась, не достигнув цели. Рабочие станции так и не вышли на рынок, потому что однопроцессорные системы других фирм превосходили их по параметрам, программные системы так и не заработали, появление Интернета сделало все идеи проекта безнадёжно устаревшими.
Неудачи проекта объясняются сочетанием целого ряда объективных и субъективных факторов:
- ошибочная оценка тенденций развития компьютеров — перспективы развития аппаратных средств были катастрофически недооценены, а перспективы искусственного интеллекта были волюнтаристски переоценены, многие из планируемых задач искусственного интеллекта так и не нашли эффективного коммерческого решения до сих пор, в то время как мощность компьютеров несоизмеримо выросла;
- ошибочная стратегия, связанная с разделением задач, решаемых программно и аппаратно, проявившееся в стремлении к постепенной замене программных средств аппаратными, что привело к излишнему усложнению аппаратных средств;
- отсутствие опыта и глубинного понимания специфики задач искусственного интеллекта с надеждой на «авось», на самоорганизацию системы при увеличении её производительности, а также вследствие подчинения этой системы неким базовым принципам, которые так и не были сформулированы;
- трудности, выявившиеся по мере исследования реального ускорения, которое получает система логического программирования при запараллеливании процессоров. Проблема состоит в том, что в многопроцессорной системе, построенной на основе Uniform Memory Access, резко увеличиваются затраты на коммуникацию между отдельными процессорами, которые практически нивелируют выгоду от параллелизации операций, отчего с какого-то момента добавление новых процессоров почти не улучшает производительности системы;
- ошибочный выбор языков типа Лисп и Пролог для создания базы знаний и манипулирования данными. В 1980-е годы эти системы программирования пользовались популярностью для САПР и экспертных систем, однако эксплуатация показала, что приложения оказываются малонадёжными и плохо отлаживаемыми по сравнению с системами, разработанными обычными технологиями, отчего от этих идей пришлось отказаться. Кроме того, трудность вызвала реализация «параллельного Пролога», которая так и не была успешно решена;[3][5]
- низкий общий уровень технологии программирования того времени и диалоговых средств (что ярко выявилось в 1990-е годы);[источник не указан 3650 дней]
- чрезмерная рекламная кампания проекта «национального престижа» в сочетании с волюнтаризмом и некомпетентностью высших должностных лиц, не позволяющая адекватно оценивать состояние проекта в процессе его реализации.